# Восстание в Каутокейно
«Восстание в Каутокейно», или «Бунт в Каутокейно» (нюнорск Kautokeino-opprøret, северносаам. Guovdageainnu Stuimmit) — норвежский художественный фильм 2008 года, основанный на реальных событиях 1852 года.

## Сюжет
В фильме рассказывается о событиях, происходивших в 1852 году в Каутокейно (Кёутукейну) — саамском посёлке на севере Норвегии в фюльке Финнмарк. В центре сюжета — борьба живущих здесь саамов-оленеводов с местными торговцами алкоголем, спаивающими людей и забирающими у них имущество за долги. Главная героиня Элен и её родственники посещают соседний город и знакомятся с пастором Ларсом Лестадиусом (основателем ривайвелистского движения, ставшего позже известного под названием лестадианство), который был в тот период инспектором лапландских приходов. Под влиянием его проповедей они начинают распространять листовки, призывающие людей к возрождению христианской этики и морали, к отказу от выпивки, ведущей к деградации и нищете.
Осознав, что это ставит под удар их процветавшее ранее дело, торговцы алкоголем начинают действовать, призывая на помощь светские и церковные власти. Они, однако, не учли, что перед лицом несправедливостей со стороны государства и церкви простые люди способны объединиться в борьбе за справедливость и даже пожертвовать собственной жизнью…

## В ролях
- Анни-Кристина Юусо — Элен Скум
- Аслат Матте Гауп — Матис Хетта
- Миккель Гауп — Аслак Хетта
- Нильс Педер Гауп — Монс Сомби
- Микаэль Персбрандт — Карл Йохан Рут
- Бьорн Сундквист — Нильс Вибе Стокфлет
- Петер Андерссон — Ларс Йохан Бухт
- Микаэль Нюквист — Ларс Лестадиус
- Йорген Лангхелле
- Николай Костер-Вальдау — епископ Юэль

## Награды и номинации

### Награды
- 2008 — Премия Amanda Awards
  - Лучшая актриса — Анни-Кристина Юусо